# Trosa-Vagnhärads landskommun
Trosa-Vagnhärads landskommun var en tidigare kommun i Södermanlands län.

## Administrativ historik
Kommunen bildades den 1 januari 1926 genom sammanläggning av de tidigare landskommunerna Trosa och Vagnhärad. Samtidigt lades även de kyrkliga församlingarna samman till Trosa-Vagnhärads församling. Vid kommunreformen 1952 tillfördes lades den samman med Västerljungs landskommun. Den nya kommunen fick namnet Vagnhärads landskommun. År 1974 upplöstes den kommunen, då dess område gick upp i Nyköpings kommun. 
Området tillhör sedan 1992 Trosa kommun.

## Politik

### Mandatfördelning i valen 1938-1946
| 12 | 1 | 4 | 1 | 2 |

| 20 |

| 12 | 4 | 2 | 2 |

| 19 |

| 1 | 11 | 4 | 3 | 1 |

| 17 | 3 |